# Nossi Langani
Nossi Langani (Langani, també Massalajem la Vella) fou un antic port comercial musulmà a la costa oest de Madagascar.
Els antalaotra a partir del segle X o XI van fundar establiments a l'illa de Nosy Langany (Nossi Langani) i de Nosy Boina (Nossi Boina o Antsoheribory) que es van estendre a la costa i al segle xii tenien un comerç pròsper sota Ali Ibn Al Hassan, un senyor persa. Al segle xiii l'àrab Abul Mawahib va establir el seu poder. Vers el segle xiv o XV els antalaotra van fundar la factoria de Nosy Manja (Nossi Manja) al nord-oest, primer a l'illot i després a la desembocadura del Mahajamba coneguda per Manja, que fou la capital de tots els establiments musulmans de la regió nord-oest de Madagascar. La vila de Langani o Langany va quedar enfront de la nova factoria. El 1506 una flota portuguesa sota comandament de l'almirall Tristan da Cunha va destruir Nosy Manja, Manja, Nosy Langani i Langani. Els sobrevivents que van poder fugir a la matança i van evitar ser convertits en esclaus, es van instal·lar a Nosy Boina o Antsoheribory que va esdevenir la capital de totes les factories comercials musulmanes dels antalaotra a la regió.